# Lagunes de Brocas
Lagunes de Brocas este o arie protejată (sit de importanță comunitară — SCI) din Franța întinsă pe o suprafață de 6 ha, integral pe uscat.

## Localizare
Centrul sitului Lagunes de Brocas este situat la coordonatele 44°03′30″N 0°33′20″W / 44.05833°N 0.55556°V.

## Înființare
Situl Lagunes de Brocas a fost declarat arie specială de conservare în baza directivei 92/43 din 1992 referitoare la conservarea habitatelor naturale și a faunei și florei sălbatice pentru a proteja 1 specie de plante.

## Biodiversitate
Situată în ecoregiunea atlantică, aria protejată conține 5 habitate naturale: Pajiști umede atlantice temperate cu Erica ciliaris și Erica tetralix, Mlaștini oligotrofe degradate, capabile încă de regenerare naturală, Ape stătătoare oligotrofe până la mezotrofe, cu vegetație de Littorelletea uniflorae și/sau de Isoëto-Nanojuncetea, Pajiști cu Molinia pe soluri calcaroase, turboase sau argilos-nămoloase (Molinion caeruleae), Ape oligotrofe din câmpii nisipoase, cu un conținut foarte redus de minerale (Littorelletalia uniflorae).
La baza desemnării sitului se află o specie protejată de  plante: caropsis verticillatoinundata (Thorella verticillatinundata)